# 노디코 타티슈빌리
노디코 타티슈빌리(조지아어: ნოდიკო ტატიშვილი, 1986년 11월 5일 ~ )는 조지아의 가수이다. 유로비전 송 콘테스트 2013에서 소포 겔로바니와 함께 조지아 대표로 참가했다.